# Marcony Vinícius Ferreira
Marcony Vinícius Ferreira (Brasilia, 3 maart 1964) is een Braziliaans geestelijke en een aartsbisschop van de Rooms-Katholieke Kerk. 

## Vroege leven en studie
Ferreira werd geboren op 3 maart 1964 in Brasilia, de hoofdstad van Brazilië. Hij volgde de middelbare school aan het kleinseminarie Bom Jesus, en studeerde vervolgens filosofie en theologie aan het grootseminarie Nossa Senhora de Fátima in Brasilia. Hij studeerde vervolgens liturgische theologie aan de Pauselijke Universiteit van Sint Anselmus in Rome van 1993 tot 1996 (Italiaans: Pontificio Ateneo Sant'Anselmo), en aan de Pauselijke Universiteit van het Heilige Kruis van 2011 tot 2012 (Italiaans: Pontificia Università della Santa Croce).

## Kerkelijke carrière

### Priester
Ferreira werd op 8 december 1987 diaken gewijd, en op 3 december 1988 priester gewijd. Hij was achtereensvolgens pastoor voor de parochie Nossa Senhora do Rosário de Fátima (1989-1993), pastoor voor de kathedraal van Brasilia (1996-2010); pastoraalcoördinator voor het aartsbisdom Brasilia (1996-2004), lid van de diocesane priesterraad (1996-2010), lid van het consultorencollege (1996-2010), bisschoppelijk vicaris voor het centrale vicariaat (1996-2007), vicaris-generaal voor het aartsbisdom Brasilia (2008-2011), secretaris-generaal van het liturgische team van het Nationale Eucharistische Congres XVI (2010), en coördinator voor de aartsbisschoppelijke liturgische commissie. Hiernaast gaf hij les aan twee grootseminaries van het aartsbisdom Brasilia (1996-2011).

### Bisschop en aartsbisschop
Op 19 februari 2014 werd Ferreira benoemd tot hulpbisschop van het aartsbisdom Brasilia en titulair bisschop van Vertara. Hij werd op 12 april 2014 tot bisschop gewijd. Binnen de Braziliaanse bisschoppenconferentie is hij lid van de liturgische commissie van de Kerkelijke regio Centraalwest. Op 12 maart 2022 werd hij benoemd tot aartsbisschop van het Braziliaans militair ordinariaat, waar hij op 2 april 2022 werd geïnstalleerd.